# Фоминка (Пермский край)
Фоминка — деревня в Добрянском районе Пермского края. Входит в состав Добрянского городского поселения.

## География
Расположена на обоих берегах реки Добрянка, примерно в 21 км к северо-востоку от райцентра, города Добрянка. Автомобильная дорога Пермь — Березники проходит в 500 м к западу от деревни.

## Население
| 2010 |
| ---- |
| 41   |

## Улицы
- Октябрьская ул.
- Советская ул.
- Соликамская ул.

## Топографические карты
- Лист карты O-40-54 Вильва. Масштаб: 1 : 100 000. Издание 1977 г.